# Ober-Rodener Spendung

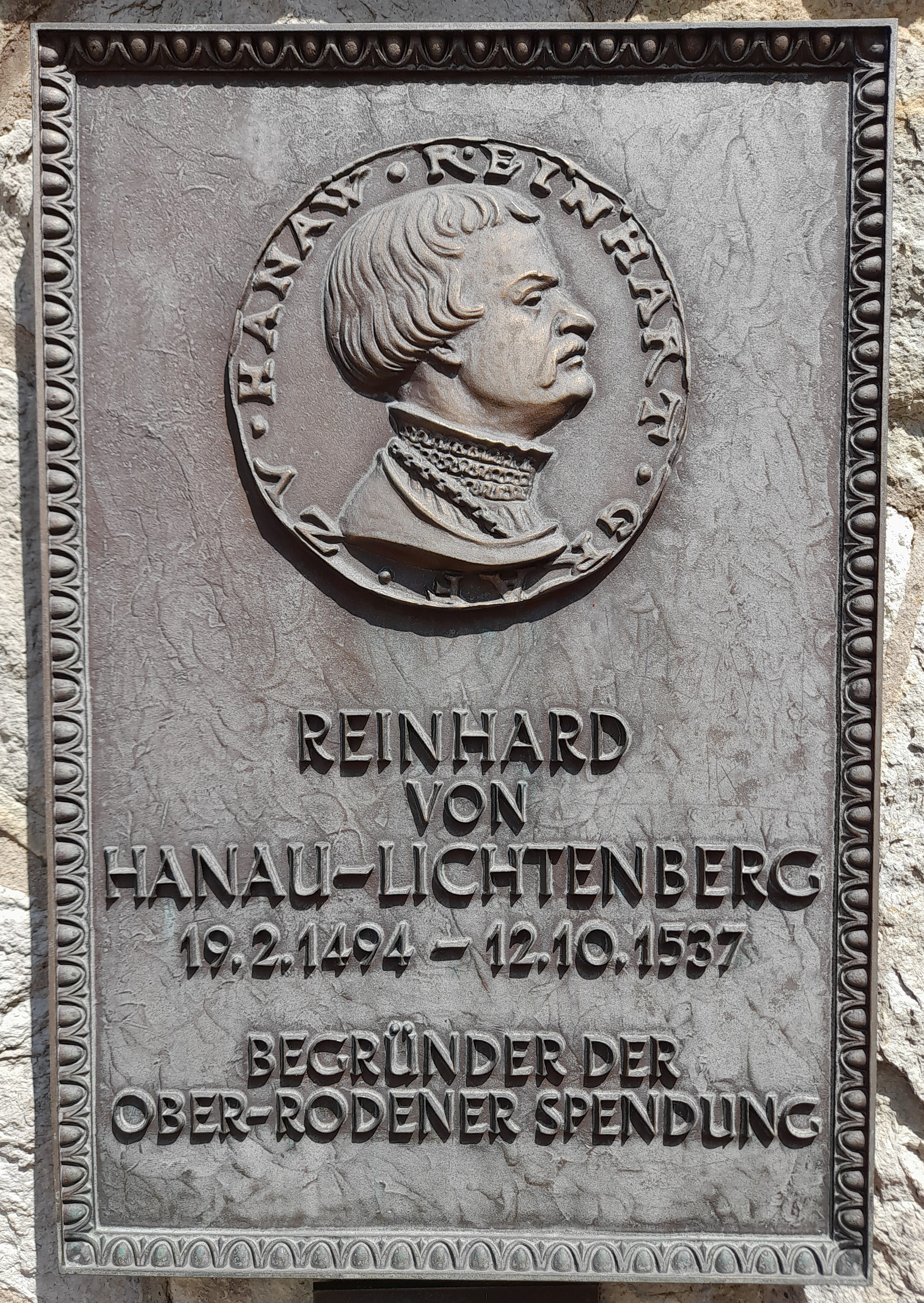
Eine Gedenktafel an der Kirchmauer der Pfarrkirche St. Nazarius in Ober-Roden erinnert noch heute an die Begründung der Stiftung durch Reinhard von Hanau-Lichtenberg

Die Ober-Rodener Spendung wurde durch Reinhard von Hanau-Lichtenberg (1494–1537) mit seinem Testament errichtet. Reinhard war ein nachgeborener Sohn des Grafen Philipp II. von Hanau-Lichtenberg und der Anna von Isenburg. Er war Domherr in Straßburg und Köln und Pfarrer in Ober-Roden.
Die Stiftung nahm ihre Arbeit 1543 auf, als das Frankfurter Heilig-Geist-Spital zum Verwalter bestellt wurde und das Kapital, den Erlös aus dem Vermögen Reinhards von Hanau-Lichtenberg, übergeben bekam. Es handelte sich um eine Summe von mindestens 900 Gulden. Die Zinsen wurden an Arme in Ober-Roden und Kolbsheim im Elsass ausgeschüttet. Gemeinsam bestimmten der Pfarrer und die Spitze der weltlichen Obrigkeit in Ober-Roden – zunächst der gräfliche Schultheiß, in der Endzeit dann der Bürgermeister – wer aus der Stiftung zu bedenken war.
Die Stiftung erfüllte ihren Zweck über mehrere hundert Jahre. Allerdings schwand das Kapital, und damit auch der Zinsertrag, zusehends. Nach der großen Inflation der 1920er Jahre waren nur noch 300 RM verblieben, und die jährlich zur Verfügung stehende Summe war unter 10 RM gesunken. 1937 erfolgte wohl die letzte Auszahlung.
Anlässlich des 1200-jährigen Stadtjubiläums ließ die Stadt Rödermark die Stiftung im Jahre 1990 wieder aufleben. Das Frankfurter Heilig-Geist-Spital übergab dazu den Rest des Kapitals der alten Stiftung in Höhe von nun 300 DM.

## Verweise
1. ↑  Hanauer Anzeiger v. 25. August 1990, S. 4